# 1÷x=1 (Undivided)
1÷x=1 (Undivided) – trzeci minialbum południowokoreańskiego boysbandu Wanna One, specjalnej grupy stworzonej przez survivalowy program Mnetu Produce 101 Season 2, w której skład weszło jedenaście stażystów z różnych firm rozrywkowych. Minialbum został wydany cyfrowo 4 czerwca 2018 roku. 1÷x=1 (Undivided) został wydany jako specjalny album. Ukazał się w siedmiu edycjach: sześciu fizycznych i jednej cyfrowej.
Płytę promował singel „Light” (kor. 켜줘 (Light)). Sprzedał się w nakładzie 642 796 egzemplarzy w Korei Południowej (stan na styczeń 2019). Zdobył certyfikat 2xPlatinum w kategorii albumów.

## Tło i wydanie
W kwietniu 2018 roku Wanna One ogłosili, że członkowie podzielą się na kilka unitów i będą współpracować z różnymi artystami przy produkcji kolejnego albumu. 7 maja zespół ogłosił tytuł nowego albumu, 1÷x=1 (Undivided), oraz datę premiery. Na płycie znalazły się utwory wyprodukowane unity, a piosenki zostały pokazane w reality show grupy Wanna One Go: X-con. 4 czerwca miał swoją premierę minialbum wraz z teledyskiem do głównego singla „Light”.
Unity
| Nazwa unitu     | Producent   | Członkowie                                 |
| --------------- | ----------- | ------------------------------------------ |
| Lean On Me      | Nell        | Hwang Min-hyun, Yoon Ji-sung, Ha Sung-woon |
| No. 1           | Dynamic Duo | Park Ji-hoon, Bae Jin-young, Lai Guan-lin  |
| The Heal        | Heize       | Ong Seong-woo, Lee Dae-hwi                 |
| Triple Position | Zico        | Kang Daniel, Kim Jae-hwan, Park Woo-jin    |

## Lista utworów
| CD | CD                                                             | CD                                            | CD                           | CD                    | CD      |
| Nr | Tytuł utworu                                                   | Tekst                                         | Kompozycja                   | Aranżacja             | Długość |
| -- | -------------------------------------------------------------- | --------------------------------------------- | ---------------------------- | --------------------- | ------- |
| 1. | „Light” (kor. 켜줘 (Light) Kyeojwo (Light))                    | iHwak                                         | iHwak, Royal Dive            | Royal Dive            | 3:29    |
| 2. | „Kangaroo” (kor. 캥거루 (Kangaroo)) (wyk. Triple Position)     | ZICO, Kang Daniel, Park Woo-jin, Kim Jae-hwan | ZICO, Poptime                | ZICO, Poptime         | 3:43    |
| 3. | „Forever and A Day” (kor. 영원+1 Yeongwon+1) (wyk. Lean On Me) | Kim Jong-wan                                  | Kim Jong-wan                 | Nell                  | 4:28    |
| 4. | „Hourglass” (kor. 모래시계 Moraesigye) (wyk. The Heal)         | Heize, Ong Seong-woo, Lee Dae-hwi             | Heize, Royal Dive            | Royal Dive            | 3:21    |
| 5. | „11” (wyk. No.1)                                               | Choiza, Gaeko                                 | Gaeko, GRAYDAX, Lee Tae-yeon | GRAYDAX, Lee Tae-yeon | 3:20    |

## Notowania
| Lista                      | Pozycja |
| -------------------------- | ------- |
| Gaon Weekly Album Chart    | 1       |
| Gaon Monthly Album Chart   | 1       |
| Five Music (Tajwan)        | 1       |
| Billboard World Albums     | 8       |
| Oricon Weekly Albums Chart | 18      |